# 荻野学説
- 荻野説
- 荻野学説

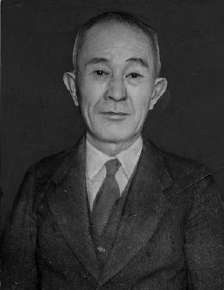
荻野学説を発表した荻野久作

荻野説（おぎのせつ）もしくは 荻野学説（おぎのがくせつ）とは、産婦人科医の荻野久作が1924年に発表した、月経周期における排卵期と受胎期についての学説である。排卵が、次回予定月経開始日前の14±2日目に起こることが多いとするもので、すなわちヒトの黄体の寿命は約14±2日間であるとした。また、ドイツのヘルマン・ クナウスと荻野がそれぞれ別々に発表した学説であることから、荻野＝クナウス学説とも呼ばれる。

## 概要
1924年、荻野は『日本婦人科学会雑誌 (19巻6号)』上「排卵の時期、黄体と子宮粘膜の週期的変化との関係、子宮粘膜の週期的変化の週期及び受胎日に就て」（原文ママ）と題して発表された学会懸賞当選論文において、「排卵の時期が先行月経とは関連がなく、月経周期の長さとも無関係に、婦人の排卵は、次期予定月経開始の前日から逆算して第12～16日の5日間（14±2日前）内に起こる。また、次回予定月経前の12～19日の8日間は受胎期である。」という新説を発表した。
この学説は当初は反論も多かったが、現在は国際的に広く認められており、妊娠・受胎調節（避妊）などに応用されている。荻野学説を利用した避妊法は一般にオギノ式と呼ばれている。
『主婦之友』1927年12月号は荻野式避妊法を掲載した。